# Вазван

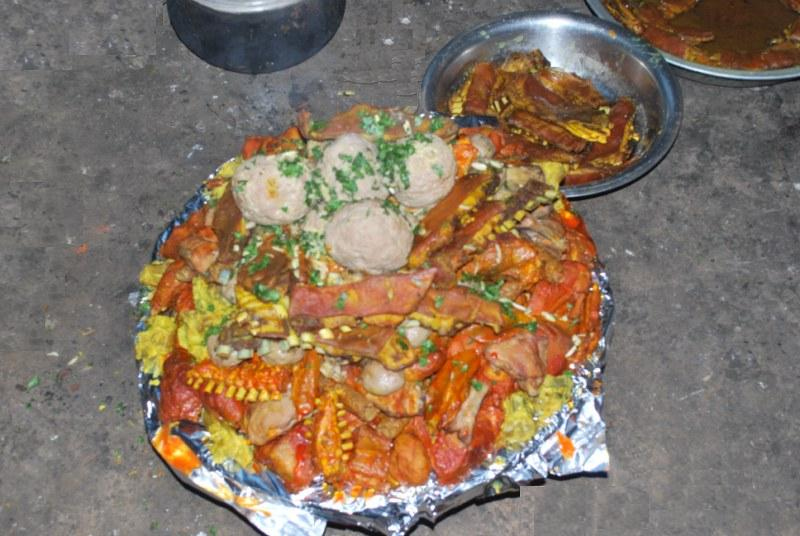
Вазван, собранный на блюде (или маджма)

Вазван — общее название традиционной еды, подающийся на кашмирском пире. Приготовление вазвана считается особым искусством, используется различное мясо (баранина, курица, рыба, говядина). Мусульмане кашмира считают вазван своей этнической традицией, что отличает их от остальных кашмирцев. Вазван стал своеобразным «кулинарным лицом» Кашмира.

## История

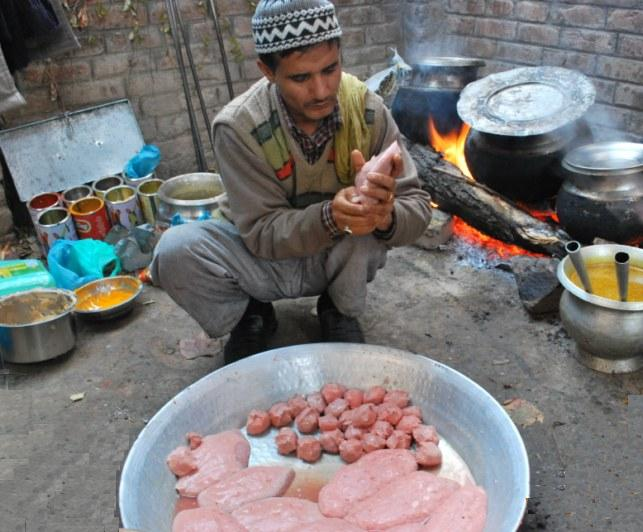
Ваза готовит «риста»

Современная кашмирская кухня начала складываться при Тимуре, отмечено переселение 1700 ремесленников из Самарканда и расселение их в Кашмирской долине. Потомки этих ремесленников стали лучшими поварами Кашмира. На вазван готовят 36 блюд, из них 15-30 — мясо, шеф-повар вазван ваза и его помощники вазы готовят еду ночью.
Гости садятся по четыре человека и набирают еду на «трами» — большое металлическое блюдо.
Люди молятся и моют руки в чаше «Таш-ти-нари», которую приносят пирующим. Начинают накладывать еду: вначале на блюдо насыпают гору риса, 2 сикх кебаба, 4 метхи корма, 2 табак мааз, 1 сафед мург, 1 зафани мург. Приносят горшок с йогуртом. Пир продолжается, пока не будут съедены семь блюд в разных сочетаниях.

## Основные блюда
- Метхи мааз;
- риста — фрикадельки в жгуче-красном соусе;
- лахаби кабаб или моачи кабаб — бараний кебаб в йогурте;
- ваза кокур — две целые или разрезанные курицы;
- дэни фоул — баранина;
- доудха рас — баранина в сладком молоке;
- рогнан-джош — баранина с кашмирскими специями;
- табак мааз — бараньи рёбра, сваренные в йогурте на медленном огне, а потом зажаренные;
- данивал корма — баранина с карри и кориандром;
- ваза палак — шпинат с бараньими фрикадельками (палки ристе);
- ааб гошт — пряный ягнёнок в карри;
- марчаванган корма — очень острый ягнёнок;
- кабаб — шашлык;
- гуштаба — котлеты в йогурте;
- якхни — йогурт с пряностями и карри;
- руванган чаман — сырные кубики в томатном соусе;
- дум олув — картофель, приготовленный в йогурте;
- надир якхн — чилим в нежном йогурте;
- хакх — с надир/ванган; зелень;
- надир палак — чилим со шпинатом;
- муджи четинтиан — редис и грецкий орех;
- фирни — манная крупа, поданная в чашечках с молоком и орехами, украшается серебряными листьями «варк»; десерт[4].

## Галерея

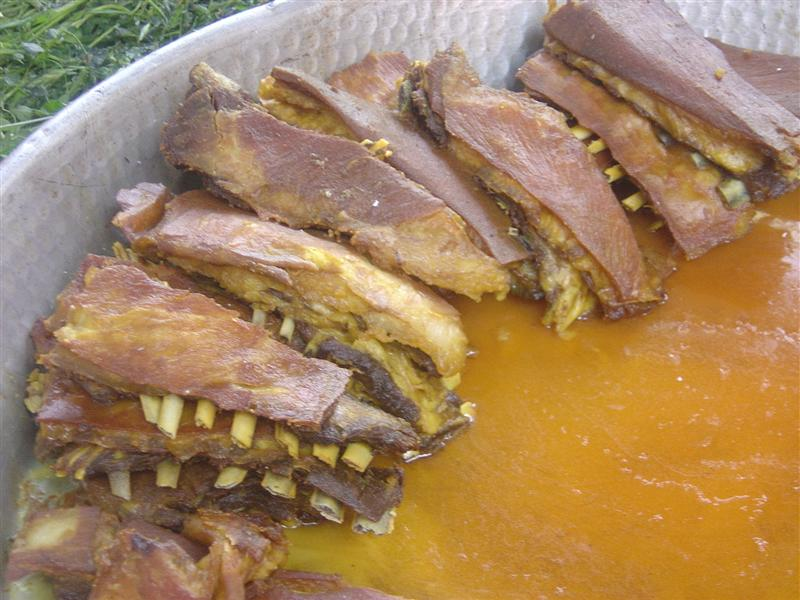
Табак мааз
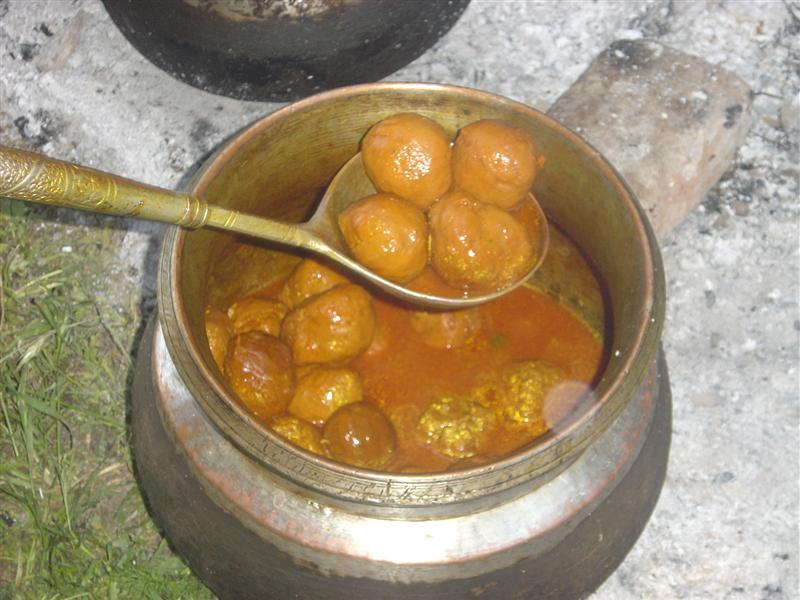
Риста
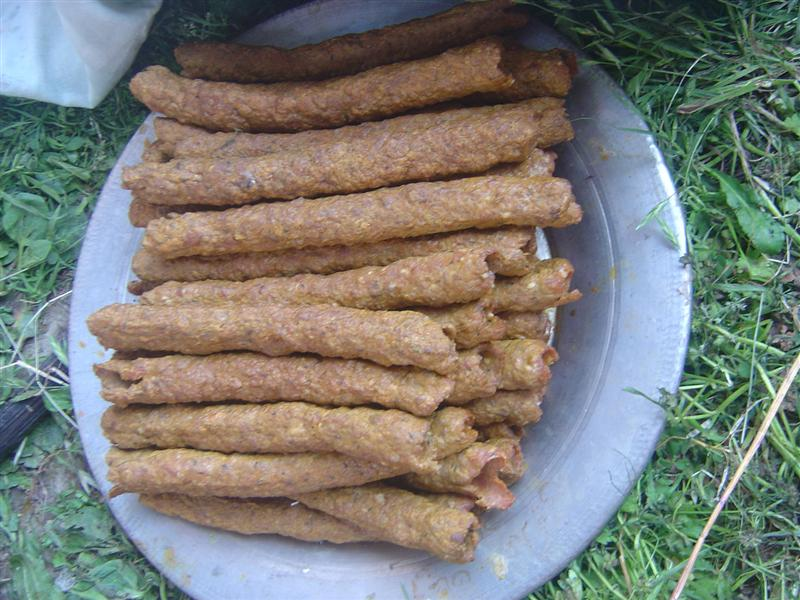
Кабаб
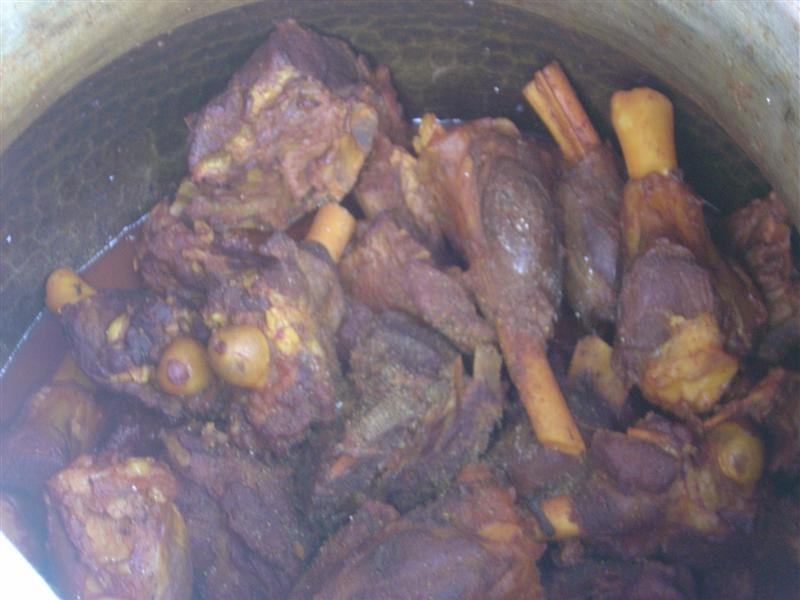
Дани фол
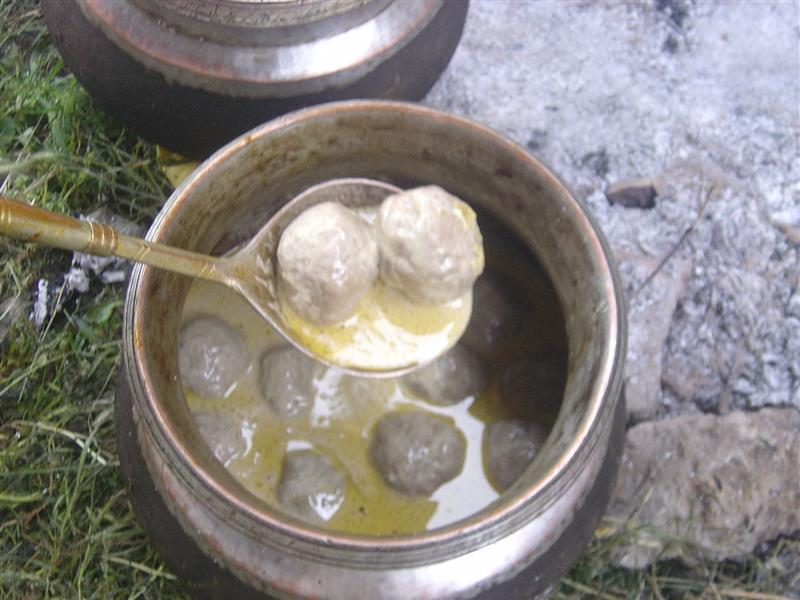
Гоштаба
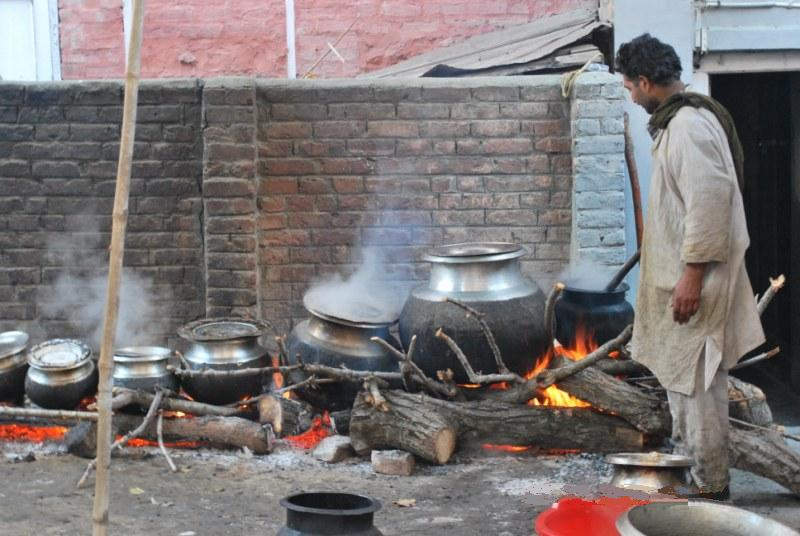
Подготовка вазвана.